# ستيفن مينوه
ستيفن مينوه (بالإنجليزية: Stephen Nagbe Mennoh)‏ (5 يونيو 1984 بمونروفيا في ليبيريا - ) هو لاعب كرة قدم ليبيري في مركز الوسط. شارك مع منتخب ليبيريا لكرة القدم. أما مع النوادي، فقد لعب مع نادي سريويجايا ونادي سيمين بادانغ وLPRC Oilers ‏ وPersiraja Banda Aceh ‏ وPersipasi Bekasi ‏ وبيرسيتا تانغيرانغ.

## وصلات خارجية
- ستيفن مينوه على موقع الاتحاد الدولي (مؤرشف)  (الإنجليزية)
- ستيفن مينوه على موقع إي إس بي إن إف سي (الإنجليزية)
- ستيفن مينوه على موقع قاعدة بيانات كرة القدم.إي يو (الإنجليزية)
- ستيفن مينوه على موقع ناشيونال فوتبول تيمز (الإنجليزية)
- ستيفن مينوه على موقع عالم كرة القدم.نت (الإنجليزية)